# Marschengewässer

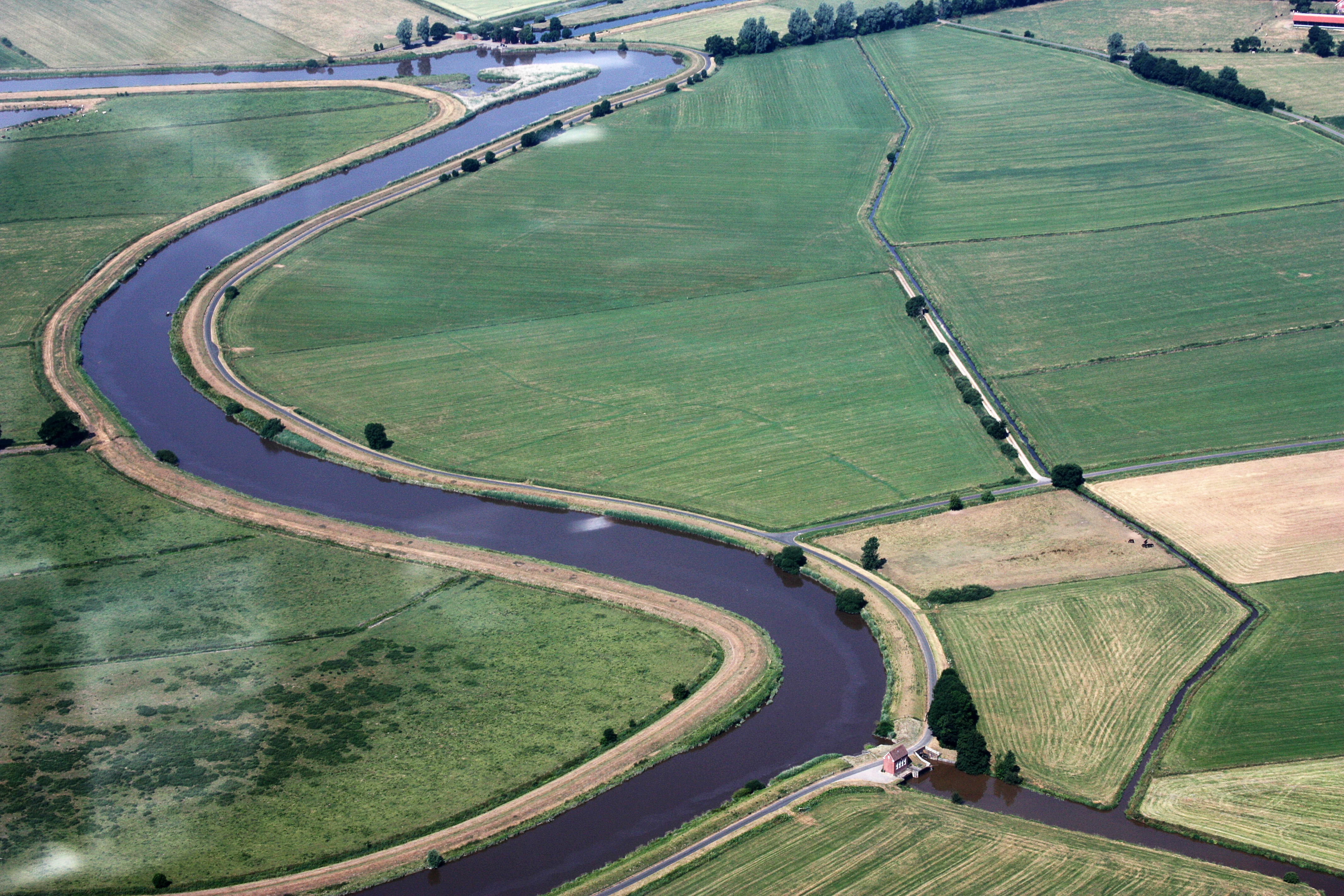
Die begradigte Jümme, Fließgewässertyp 22, aus der Luft

Das Marschengewässer (Typ 22) zählt zu den von der LAWA festgelegten Fließgewässertypen. Er kommt in Deutschland nur im Bereich des Marschlands an der nordwestdeutschen Küste vor. Aufgrund möglicher, durch die menschlichen Einflüsse aber schwer nachzuweisender starker Unterschiede der Tier- und Pflanzengemeinschaft innerhalb dieses Gewässertyps werden derzeit die Subtypen Ströme der Marschen, Flüsse der Marschen und Gewässer der Marschen (Einzugsgebiet nur innerhalb der Marschen) unterschieden.

## Gewässerstruktur
Marschengewässer verlaufen weitläufig geschwungen mit einem muldenförmigen Querprofil. Die Ufer sind flach und teilweise als Wattflächen ausgebildet, es existieren jedoch auch niedrige Prallhänge. Die Strömung der Gewässer ist gering und kehrt sich periodisch im Rhythmus von Ebbe und Flut um. Die Sohle ist relativ gleichförmig und besteht meist aus Ton, Schlick und stellenweise Torf.
Heute sind aufgrund der Eindeichungen kaum noch naturnahe Marschengewässer vorhanden.

### Unterteilung
Die LAWA unterscheiden vier Subtypen von Marschengewässern:
- 22.1 „Gewässer der Marschen“: Gewässer, deren Wasserhaushalt durch Siele (Abschirmung gegen das Tidehochwasser) und Schöpfwerke geregelt wird.
- 22.2 „Flüsse der Marschen“: Gewässer mittlerer Größe
  - (ohne Nummer) mit einem deutlichen Tidenhub bis zu 2,5 m.
  - (ohne Nummer) mit Tidenhub über 2,5 m.
- 22.3 „Ströme der Marschen“: Die Tidenbereiche von Elbe und Weser

## Flora und Fauna
Die Lebewesen müssen mit dem Salzgehalt und dem Tideneinfluss zurechtkommen. Je nach Stärke dieser Faktoren sind unterschiedliche Wirbellose wie Wenigborster, bestimmte Flohkrebse sowie Zuckmücken anzutreffen. Auch die Fischfauna unterscheidet sich je nach Salzgehalt stark; es können Süßwasserarten wie Barsch oder Schlammpeitzger, Brackwasserarten wie die Flunder und manchmal auch einige marine Arten vorkommen.
An den Ufern der Marschengewässer wachsen meist Röhrichte, teilweise ist auch ein Gehölzsaum vorhanden.

## Beispiele
- Jümme
- Unterlauf der Oste
- Pinnau
- Stör